# دیمیترو کولبا
دمیترو ایوانوویچ کولِبا (اوکراینی: Дмитро Іванович Кулеба ; زاده ۱۹ آوریل ۱۹۸۱) دولتمرد، دیپلمات و متخصص ارتباطات اوکراینی است که در حال حاضر به عنوان وزیر امور خارجه فعالیت می‌کند. او همزمان عضو شورای امنیت و دفاع ملی اوکراین است.
کولبا یکی از جوان‌ترین دیپلمات‌های رده‌بالای تاریخ اوکراین است. او پیش از این به عنوان معاون نخست‌وزیر اوکراین برای یکپارچگی اروپایی و یورو-آتلانتیک و همچنین نماینده دائم اوکراین در شورای اروپا میان سال‌های ۲۰۱۶ تا ۲۰۱۹ کار می‌کرد.

## زندگی‌نامه

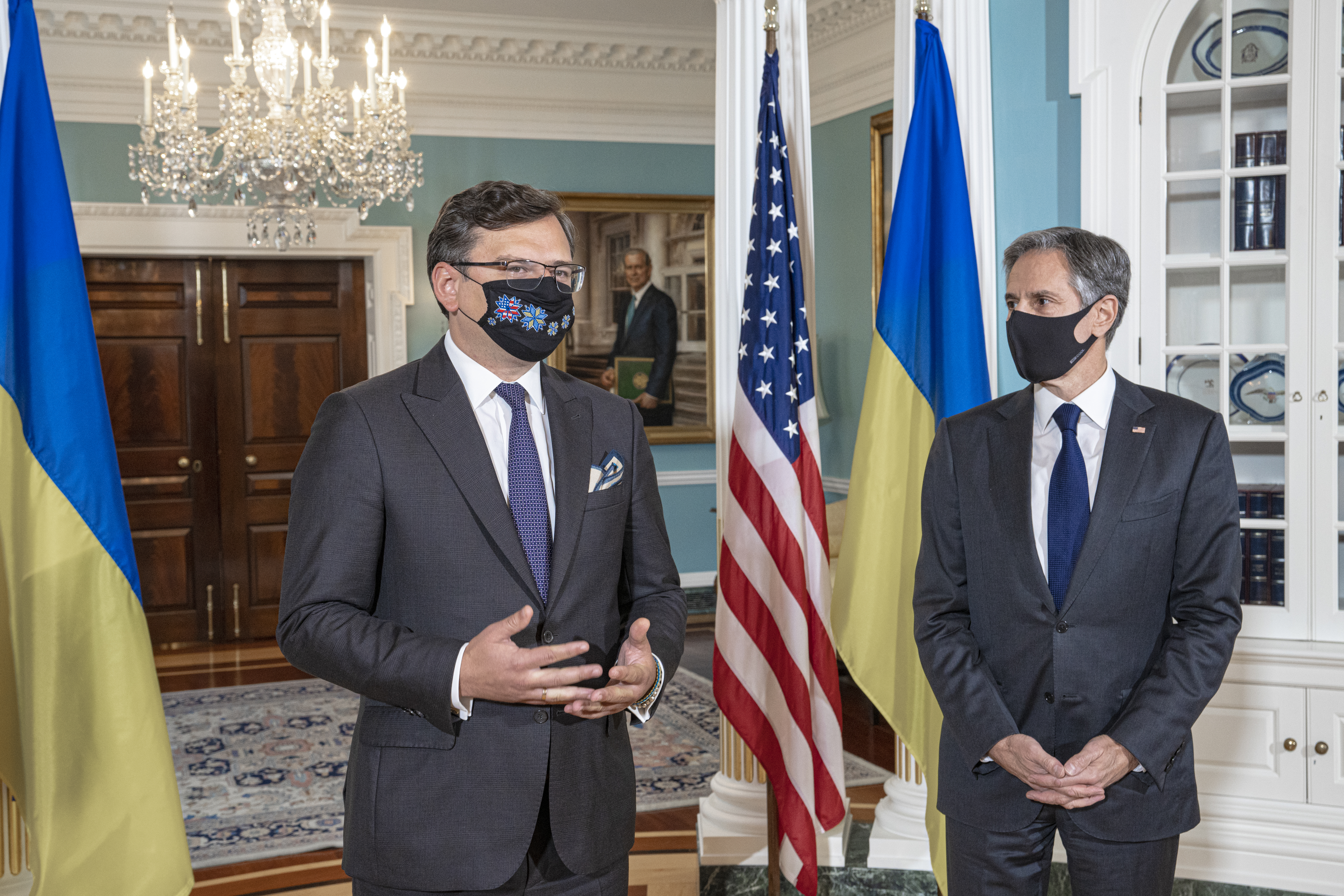
کولبا در کنار آنتونی بلینکن وزیر امور خارجه ایالات متحده، ۵ اوت ۲۰۲۱

کولبا در ۱۹ آوریل ۱۹۸۱ در شهر سومی در شرق اوکراین به دنیا آمد. او در سال ۲۰۰۳ از مؤسسه روابط جهانی دانشگاه ملی تاراس شوچنکو اوکراین فارغ‌التحصیل شد و دارای مدرک کاندیدای علوم (معادل دکترا) در رشته حقوق بین‌الملل است.
کولبا از سال ۲۰۰۳ در سرویس دیپلماتیک اوکراین و وزارت امور خارجه خدمت کرده‌است. در سال ۲۰۱۳، او خدمات عمومی را به دلیل مخالفت با دوره آموزشی ویکتور یانوکوویچ، رئیس‌جمهور سابق اوکراین، رها کرد و ریاست بنیاد دیپلماسی فرهنگی UART را بر عهده گرفت.
او در تظاهرات یورومیدان در سال‌های ۲۰۱۳–۲۰۱۴ شرکت فعال داشت.
در اوج مراحل نخستین تجاوز روسیه به اوکراین در سال ۲۰۱۴، کولبا تصمیم گرفت به عنوان سفیر کل به وزارت امور خارجه بازگردد تا ارتباطات راهبردی را راه اندازی کند. وی مفاهیم دیپلماسی دیجیتال، ارتباطات راهبردی، دیپلماسی فرهنگی و دیپلماسی عمومی را وارد کار این وزارتخانه کرد.
در سال ۲۰۱۶، کولبا به عنوان نماینده دائم اوکراین در شورای اروپا منصوب شد. او از اوت ۲۰۱۹ تا مارس ۲۰۲۰ معاون نخست‌وزیر بود. در مورد مسائل روابط اروپا وی از ۴ مارس ۲۰۲۰ به عنوان وزیر امور خارجه خدمت کرده‌است.